# Galaxy Air
Galaxy Air (Russisch: ОсОО «Гэлэкси Эйр») is een Kirgizische luchtvaartmaatschappij met haar thuisbasis in Bisjkek.

## Geschiedenis
Galaxy Air is opgericht in 2006 door de top van de voormalige TAPO Avia uit Oezbekistan.

## Diensten
Galaxy Air voert lijnvluchten uit (feb 2007) naar Almaty, Bisjkek, Delhi, Islamabad, Kabul, Karachi, Mashhad.

## Vloot
De vloot van Galaxy Air bestaat uit: (Feb.2007)
- 2 Boeing B-707
- 4 Ilyushin IL-76
- 2 Antonov AN-12
- 1 Antonov AN-26
- 2 Ilyushin Il-18